# Diestostemma diommonotum
Diestostemma diommonotum är en insektsart som beskrevs av Schmidt 1910. Diestostemma diommonotum ingår i släktet Diestostemma och familjen dvärgstritar. Inga underarter finns listade i Catalogue of Life.